# Міто
36°22′ пн. ш. 140°28′ сх. д. / 36.367° пн. ш. 140.467° сх. д.
Міто́ (яп. 水戸市, みとし, МФА: [mʲito ɕi̥]) — місто в Японії, в префектурі Ібаракі.

## Короткі відомості
Розташоване в центральній частині префектури, в середній течії річки Нака. Входить до списку міст державного значення Японії. Виникло на основі середньовічного призамкового містечка самурайського роду Сатаке. У ранньому новому часі перейшло до володіння роду Токуґава, ставши центром їхнього автономного уділу Міто-хан. З початку 19 століття було одним з найбільших інтелектуальних центрів Японії, головним осередком мітоської школи японознавчої течії кокуґаку. Зв'язувалося з Едо, майбутнім Токіо, Мітоським шляхом. Отримало статус міста 1 квітня 1889 року. Основою економіки є харчова, текстильна, хімічна промисловості, виробництво електротоварів, комерція, туризм. В місті розташовані руїни замку Міто, парк Кайраку й академія Кодокан. Станом на 1 жовтня 2007 площа міста становила 217,43 км². Станом на 1 серпня 2008 населення міста становило 263 960 осіб.

## Клімат
Місто знаходиться у зоні, котра характеризується вологим субтропічним кліматом. Найтепліший місяць — серпень із середньою температурою 25 °C (77 °F). Найхолодніший місяць — січень, із середньою температурою 2.2 °С (36 °F).
| Клімат Міто             | Клімат Міто | Клімат Міто | Клімат Міто | Клімат Міто | Клімат Міто | Клімат Міто | Клімат Міто | Клімат Міто | Клімат Міто | Клімат Міто | Клімат Міто | Клімат Міто | Клімат Міто |
| Показник                | Січ.        | Лют.        | Бер.        | Квіт.       | Трав.       | Черв.       | Лип.        | Серп.       | Вер.        | Жовт.       | Лист.       | Груд.       | Рік         |
| Абсолютний максимум, °C | 21          | 21          | 23          | 28          | 32          | 33          | 36          | 36          | 34          | 31          | 25          | 22          | 36          |
| Середній максимум, °C   | 8           | 8           | 11          | 16          | 20          | 23          | 27          | 29          | 25          | 20          | 16          | 11          | 18          |
| Середня температура, °C | 2           | 3           | 5           | 10          | 15          | 19          | 23          | 24          | 21          | 15          | 10          | 5           | 12          |
| Середній мінімум, °C    | −3          | −2          | 0           | 5           | 10          | 15          | 19          | 20          | 17          | 10          | 4           | −1          | 7           |
| Абсолютний мінімум, °C  | −12         | −10         | −8          | −3          | 1           | 7           | 12          | 12          | 7           | 0           | −4          | −8          | −12         |
| Норма опадів, мм        | 40          | 60          | 100         | 160         | 140         | 150         | 130         | 140         | 200         | 170         | 90          | 50          | 1490        |
| Днів з дощем            | 4           | 5           | 6           | 8           | 8           | 8           | 7           | 8           | 10          | 9           | 5           | 4           | 88          |
| Вологість повітря, %    | 69          | 69          | 71          | 75          | 79          | 84          | 86          | 85          | 86          | 83          | 79          | 72          | 78          |
| ----------------------- | ----------- | ----------- | ----------- | ----------- | ----------- | ----------- | ----------- | ----------- | ----------- | ----------- | ----------- | ----------- | ----------- |
| Джерело: Weatherbase    |             |             |             |             |             |             |             |             |             |             |             |             |             |

## Освіта
- Ібарацький університет (головний кампус)

## Уродженці
- Айдзава Сейші-сай — науковець, філософ.

## Міста-побратими
- Цуруґа, Японія (1964)
- Хіконе, Японія (1968)
- Такамацу, Японія (1974)
- Анахайм, США (1976)
- Чунцін, КНР (2000)